# Biblioteka Współczesnej Myśli Społecznej
Biblioteka Współczesnej Myśli Społecznej – książkowa seria wydawnicza Wydawnictwa Naukowego Dolnośląskiej Szkoły Wyższej.
Serię redaguje Lotar Rasiński. Do 2013 wydano w jej ramach 24 tomy.
Seria została opisana jako koncentrująca się na publikacji "polskich przekładów znaczących aktualnie dzieł wybitnych humanistów".

## Tomy wydane
- Badania w działaniu. Pedagogika i antropologia zaangażowane (red. Hana Červinkova, Bogusława Dorota Gołębniak, 2010)
- Całkiem zwyczajny chaos miłości (Ulrich Beck, Elisabeth Beck-Gernsheim, 2013)
- Demokracja performatywna (Elżbieta Matynia, 2008)
- Emancypacje (Ernesto Laclau, 2004)
- Filozofia nauk społecznych. Od pozytywizmu do postmodernizmu (red. Ted Benton, Ian Craib, 2003)
- Foucault (Gilles Deleuze, 2004)
- Habermas, teoria krytyczna i edukacja (red. Mark Murphy, Ted Fleming, 2012)
- Hegemonia i socjalistyczna strategia (Ernesto Laclau, Chantal Mouffe, 2007)
- Kontrdemokracja. Polityka w dobie nieufności (Pierre Rosanvallon, 2011)
- Kosmopolis. Ukryty projekt nowoczesności (Stephen Toulmin, 2005)
- Krytyka cynicznego rozumu (Peter Sloterdijk, 2008)
- Krzywe koło liberalizmu. Listy do Adama Michnika (Ira Katznelson, 2006)
- Negocjacje 1972-1990 (Gilles Deleuze, 2007)
- Nieustające żądania. Etyka polityczna (Simon Critchley, 2006)
- O edukacji. Rozmowy z Riccardo Mezzo (Zygmunt Bauman, 2012)
- Paradoks demokracji (Chantal Mouffe, 2005)
- Polityka czasu. Dynamika tożsamości w postkomunistycznej Polsce (Leszek Koczanowicz, 2009)
- Polityka rzeczy małych. Siła bezsilnych w mrocznych czasach (Jeffrey C. Goldfarb, 2012)
- Redystrybucja czy uznanie? Debata polityczno-filozoficzna (Nancy Fraser, Axel Honneth, 2005)
- Rozdzielona wspólnota (Jean-Luc Nancy, 2010)
- Rozum populistyczny (Ernesto Laclau, 2009)
- Społeczeństwo przejrzyste (Gianni Vattimo, 2006)
- Społeczne przestrzenie doświadczenia. Metoda interpretacji dokumentarnej  (red. Sławomir Krzychała, 2004)
- W trosce o człowieczeństwo. Klasyczna obrona reformy kształcenia ogólnego (Martha Nussbaum, 2008)